# Helene Graswander
Helene Graswander, verheiratete Schlechter, (* 7. Dezember 1952 in Kitzbühel) ist eine ehemalige österreichische Skirennläuferin, deren stärkste Disziplin der Slalom war. Sie wurde 1972 Österreichische Meisterin, gewann zwei Rennen im Europacup und fuhr im Weltcup einmal unter die schnellsten zehn.

## Werdegang
Helene Graswander kam durch ihren Vater Pepi Graswander, selbst aktiver Skisportler, zum Skilauf und begann bereits als Sechsjährige im Kitzbüheler Ski Club mit regelmäßigem Training.
Sie besuchte die Kaufmännische Berufsschule und wurde Ende der 1960er-Jahre in den Kader des Österreichischen Skiverbandes aufgenommen.
Trotz mehrerer verletzungsbedingter Pausen (Bänderrisse) gewann sie 1970 in ihrer Altersklasse Jugend II die österreichische Jugendmeisterschaft im Slalom und 1971 den FIS-Slalom der Krummholzrennen in Haus im Ennstal.

### Staatsmeisterin Slalom 1972
In der Saison 1971/72 gewann Graswander im neu geschaffenen Europacup einen Slalom in Saint-Lary-Soulan. In der Slalom-Disziplinenwertung belegte sie den dritten Platz und im Europacup-Gesamtklassement Rang elf.
Im selben Winter erreichte sie ihren größten Erfolg auf nationaler Ebene, als sie bei den Österreichischen Meisterschaften 1972 in Hinterstoder Staatsmeisterin im Slalom wurde. In der Saison 1972/73 feierte Graswander einen weiteren Europacupsieg im Slalom des Staufenpokals in Oberstaufen. Daneben kam sie im Winter 1972/73 auch zu mehreren Einsätzen in Weltcup-Slaloms. In die Punkteränge, damals die besten zehn, fuhr sie dabei nur einmal, als sie im ausfallreichen Slalom um den Goldenen Fuchs in Maribor, bei dem nur 14 der über 70 Starterinnen in die Wertung kamen, den zehnten Platz belegte.
Da ihre Ergebnisse insgesamt zu schwach waren, um einen Startplatz in der ersten Gruppe zu erhalten, beendete Graswander bereits im Frühjahr 1973 im Alter von nur 20 Jahren ihre Karriere.

### Privates
Sie arbeitete danach im Sportgeschäft ihres Vaters ‹Sport Pepi› in Kitzbühel, das nach ihrer Heirat mit dem Sportartikel-Kaufmann Hansjörg Schlechter mit der Firma ‹Kitzsport› fusionierte.
1978 kam ihre Tochter zur Welt.

Von 2000 bis 2008 war Helene Schlechter Geschäftsführerin von ‹Kitzsport›.

## Sportliche Erfolge

### Weltcup
- 1 Platzierung unter den besten zehn

### Europacup
- Saison 1971/72: 3. Slalomwertung
- 2 Siege:

| Saison    | Ort               | Land        | Disziplin |
| --------- | ----------------- | ----------- | --------- |
| 1971/1972 | Saint-Lary-Soulan | Frankreich  | Slalom    |
| 1972/1973 | Oberstaufen       | Deutschland | Slalom    |

### Weitere Erfolge
- Österreichische Meisterin im Slalom 1972
- Sieg im FIS-Slalom von Haus 1971